# 뉴게이트

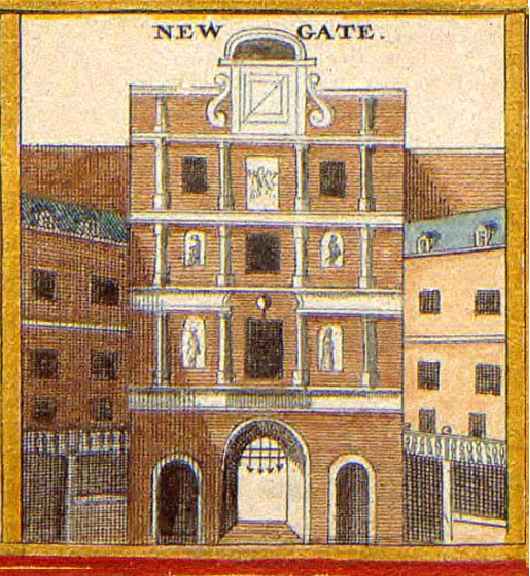
1650년경의 뉴게이트.

뉴게이트(Newgate)는 시티오브런던의 성곽의 7개 성문(게이트) 중 하나였다. 고대 로마 시대부터 존재하던 6개 성문 중 하나이기도 하다. 시티오브런던에서 뉴게이트를 통해 나가면 서쪽의 햄프셔로 통했다.
늦어도 12세기부터 뉴게이트는 채무자 또는 흉악범을 수감하는 감옥으로 사용되었다. 이것이 바로 악명높은 뉴게이트 감옥이며, 현재 이 자리에는 영국 중앙형사재판소가 있다.

## 같이 보기
- 성문 (건축)
- 방벽